# 潜水艦轟沈す
『潜水艦轟沈す』（せんすいかんごうちんす、原題：49th Parallel）は、1941年制作のイギリスの戦争映画。マイケル・パウエル監督。
第二次世界大戦初期のカナダを舞台に、ドイツ潜水艦の乗組員たちの逃避行を描く。原題の意味は「北緯49度線」で、カナダとアメリカ合衆国の国境線を指す。第15回アカデミー原案賞受賞（エメリック・プレスバーガー）。

## あらすじ
第二次世界大戦初期のカナダ海域にドイツ潜水艦U37号が侵入、輸送船を撃沈した。カナダ軍はただちに潜水艦の撃沈命令を出す。追われたU37号はハドソン湾に到達する。
艦長はヒルト中尉ら6人の乗組員を選び、彼らに上陸して食糧と燃料補給のため交易所を襲撃する命令を下す。だが、ヒルトらが上陸した途端、カナダ軍の攻撃が始まり、U37号は撃沈されてしまう。
ヒルトら6人はカナダ国内を南下して、まだ参戦していないアメリカ合衆国に入国、ドイツ大使館に駆け込んで帰国することを計画するが、彼らは途中で1人また1人と倒れていく。

## キャスト
- ヒルト中尉：エリック・ポートマン
- アンディ・ブロック：レイモンド・マッセイ
- ジョニー：ローレンス・オリヴィエ
- アンナ：グリニス・ジョンズ
- フィリップ・アームストロング・スコット：レスリー・ハワード
- ピーター：アントン・ウォルブルック
- クネッケ少尉：レイモンド・ラヴェル
- フォーゲル：ニール・マッギニス
- クランツ：ピーター・ムーア
- ロールマン：ジョン・チャンドス
- フィンレイ・カリー